# Aurelio Hevia
Aurelio Hevia Carmona fue un histórico militante comunista de Asturias (España), vinculado en los últimos años de su vida al Partido Comunista de los Pueblos de España (PCPE). No obstante, nació en la ciudad cubana de Matanzas, en 1925.

## Biografía
Hijo del secretario del Partido Comunista de España (PCE) en Ribadesella, comienza su militancia política ingresando en los Pioneros Rojos en el año 1936.
Fundador de la Unión de Campesinos Asturianos (UCA) en la clandestinidad, él y otros compañeros decidieron abandonar la organización tras la legalización.
Militó en el PCE hasta que, junto a la agrupación del PCE de Villaviciosa, decidieron entrar a formar parte del PCPE.
Fue candidato a la alcaldía de Villaviciosa en varias ocasiones, primero por el PCE, y luego, desde 1984, por el PCPE, tanto dentro como fuera de Izquierda Unida (IU).
En sus últimos años participó en diferentes movimientos vecinales y ciudadanos de Villaviciosa.
Fue presidente de la Comisión Municipal formada en el Ayuntamiento de Villaviciosa para la reordenación de los nombres de las calles de este concejo, donde tuvo una labor meritoria, logrando amplios consensos e impulsando decididamente la eliminación de los nombres de Plaza del Generalísimo y Calle José Antonio.